# 拉里维耶尔德吕容
拉里维耶尔德吕容（法語：La Rivière-Drugeon，法語發音：[la ʁivjɛʁ dʁyʒɔ̃]）是法国杜省的一个市镇，位于该省南部，属于蓬塔利耶区。

## 地理
拉里维耶尔德吕容（46°52'3"N, 6°12'57"E）面积19.16 平方千米，位于法国勃艮第-弗朗什-孔泰大區杜省，该省份为法国东部内陆省份，北起上索恩省，西接汝拉省，东部及东南部与瑞士接壤，东北部与贝尔福地区省接壤。
与拉里维耶尔德吕容接壤的市镇（或旧市镇、城区）包括：比勒、巴南、布沃朗、沙佩勒迪安、栋皮埃尔莱蒂约勒、拉普拉内、圣科隆布。

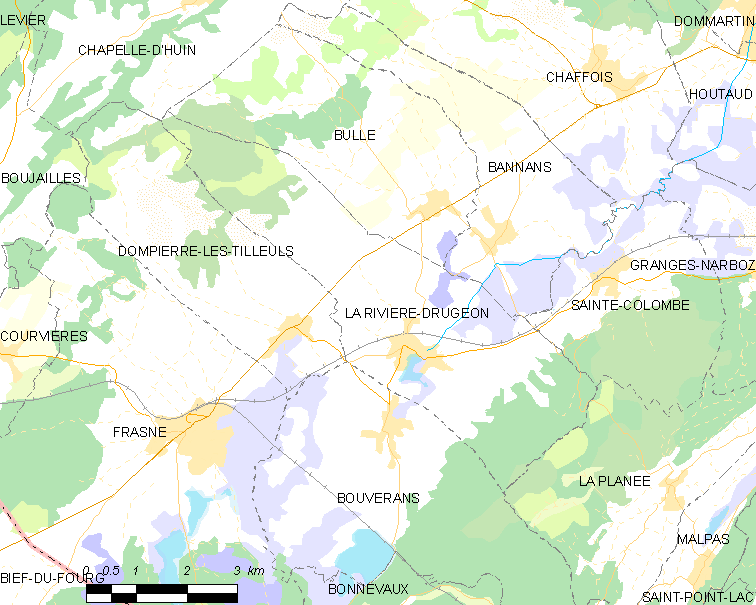
拉里维耶尔德吕容的OSM定位图

拉里维耶尔德吕容的时区为UTC+01:00、UTC+02:00（夏令时）。

## 行政
拉里维耶尔德吕容的邮政编码为25560，INSEE市镇编码为25493。

## 政治
拉里维耶尔德吕容所属的省级选区为弗拉讷县。

## 人口

1962-2008年间拉里维耶尔德吕容人口变化图示

拉里维耶尔德吕容于2022年1月1日时的人口数量为927人。